# Uduszenie gwałtowne
Uduszenie gwałtowne (łac. suffocatio) – rodzaj śmierci gwałtownej, która nastąpiła na skutek niedostatecznego zaopatrzenia tkanek w tlen wywołanego przez uniemożliwienie wymiany gazowej w płucach.

## Rodzaje
W zależności od czynnika wywołującego uduszenie gwałtowne dzielimy na:
- mechaniczne
  - zagardlenie – mechaniczne uciśnięcie narządów szyi, zalicza się tu:
    - powieszenie
    - zadzierzgnięcie
    - zadławienie

  - zatkanie otworów oddechowych przez ciało obce,
  - zablokowanie ruchów oddechowych przepony i klatki piersiowej,
  - utonięcie – zablokowanie dróg oddechowych płynem,
  - brak tlenu w powietrzu.
- chemiczne
  - zatrucie tlenkiem węgla lub cyjankami, jak również tojadem mocnym czy szczwołem plamistym.